# Badia del Vallès
Badía del Vallés (en catalán: Badia del Vallès), llamado anteriormente Ciudad Badía, es un municipio español de la provincia de Barcelona, en la comunidad autónoma de Cataluña. Pertenece a la comarca del Vallés Occidental y cuenta con una población de 13 466 habitantes (INE 2017).

## Historia
El municipio tiene su inicio en la década de 1960 mediante un plan del gobierno que pretendía crear una zona de viviendas en el extrarradio de las poblaciones de Barberá del Vallés y Sardañola del Vallés formado por 11 054 viviendas y todos los servicios correspondientes a las mismas. En el año 1970 se inició la primera fase con la construcción de las 4156 primeras viviendas, 98 locales y la urbanización interior. Antes del inicio de la construcción de la 2.ª fase, el Ministerio de Obras Públicas llevó a término la construcción de la autopista Barcelona-Tarrasa y el tercer cinturón, ocupando tres cuartas partes del terreno previsto para esta segunda fase, con lo que sólo se pudieron construir 1216 nuevas viviendas y 38 locales. Las obras acabaron en 1973 pero no se inauguró la ciudad, a cargo del entonces príncipe Juan Carlos, hasta 1975. El 14 de abril de 1994 se constituyó por primera vez el municipio de Badía del Vallés, por segregación de Barberá del Vallés y Sardañola del Vallés y se extinguió la mancomunidad de estas dos poblaciones.
La masía de Can Sanfeliú, junto los terrenos correspondientes y una zona de campo, propiedad de Elisa Badía, fueron convertidos en una ciudad llena de bloques de pisos, la mayoría de ellos prefabricados con un sistema francés de construcción de piezas modulares, junto a espacios abiertos ajardinados y amplias avenidas. Este tipo de viviendas eran la clara expresión del desarrollismo franquista que quiso crear un nuevo modelo de ciudad donde conviviesen diferentes clases sociales. Para ello se distribuyó el 66 % de dichas viviendas entre funcionarios y empleados de empresas públicas y el restante 34% fue otorgado a trabajadores a través de la Obra Sindical del Hogar.
Las familias a las que se les había otorgado la vivienda tenían un plazo de un año para trasladar su residencia a la misma. Un número significativo de viviendas permanecieron desocupadas transcurrido dicho plazo lo que originó la ocupación por parte de otras familias conocedoras del proceso.
La falta de equipamientos y servicios, exceptuando cuatro colegios de Enseñanza Primaria, dio paso a un movimiento asociativo y vecinal potente. Cuatro colegios de Enseñanza Primaria más, un centro de Formación Profesional, dos Institutos de Bachillerato, una escuela de adultos, dos guarderías públicas, un mercado municipal, un nuevo Centro de Asistencia Primaria, un casal para la gente mayor y una biblioteca fueron los logros de esta lucha vecinal, siendo el "Centro Cívico" la demanda que más años tardó en cumplirse, concretamente catorce, ya que no se inauguró hasta el año 2002. Otra singularidad de Badía del Vallés es que, al igual que las viviendas, todos los equipamientos existentes en el municipio son de titularidad pública.
El movimiento asociativo y vecinal, tras los logros reivindicativos iniciales, se organizó alrededor de la Federación de Entidades Culturales de Badía del Vallés. Esta entidad fue la primera federación de ámbito territorial que se constituyó en Cataluña y sirvió como modelo organizativo.
Aunque es uno de los municipios más pequeños de España y con una de las densidades de población más altas, Badía del Vallés es una localidad tranquila. La población reside en bloques de pisos, de entre 5 y 16 plantas, rodeados de parques y zonas verdes. Las actividades de la localidad son el comercio, los servicios y la hostelería. Bares, restaurantes cafeterías, el comercio, el mercado municipal y los servicios sociales, culturales y deportivos constituyen la mayor fuente de empleo de la ciudad. La mayoría de sus habitantes trabajan en localidades cercanas como Sabadell o Barberá del Vallés, con las que limita, o bien en Barcelona, situada a 18 km.
A pesar de que dos autopistas la cruzan (la C-58 Barcelona-Manresa y la AP-7 Valencia-La Junquera), no dispone de ninguna salida ni entrada por esas vías. Para acceder al municipio hay que hacerlo bien a través de la carretera del aeropuerto de Sabadell (salida Sabadell Sud de la C-58), bien por una calle que conecta la localidad de Barberá del Vallés con Badía y a la que se puede acceder desde la N-150 (a su vez accesible por la salida de Barberá del Vallés de la C-58 y la AP-7).
En 2008 Sabadell pone en funcionamiento el plan urbanístico para crear el parque empresarial de Sabadell en el que se construye una entrada a la altura de Badía del Vallés en la C-58 km 10 que da acceso al municipio desde el Aeropuerto de Sabadell - campo de fútbol municipal Sergio Busquets Burgos desde 2010. En 2012 la construcción de una rotonda de segundo nivel en el parque permite el acceso a la C-58 en ambas direcciones.
Todas las viviendas son de protección oficial y tienen un precio máximo fijado por la empresa pública de la Generalidad de Cataluña ADIGSA.

## Demografía
Badía de Vallés cuenta con una población de 13 118 habitantes (INE 2024).
| Gráfica de evolución demográfica de Badía de Vallés entre 2001 y 2021 |
| |
| Población de derecho según los censos de población del INE. Población de hecho según los censos de población del INE.Entre el censo de 2001 y el anterior, aparece este municipio porque se segrega del municipio Santa María de Barbará. |

El municipio está formado por un único núcleo o entidad de población.
Evolución demográfica
| 17 058                     | 16 085 | 15 533 | 14 600 | 14 313 | 14 123 | 13 829 | 13 563 |
| (Fuente: [cita requerida]) |        |        |        |        |        |        |        |

## Urbanismo

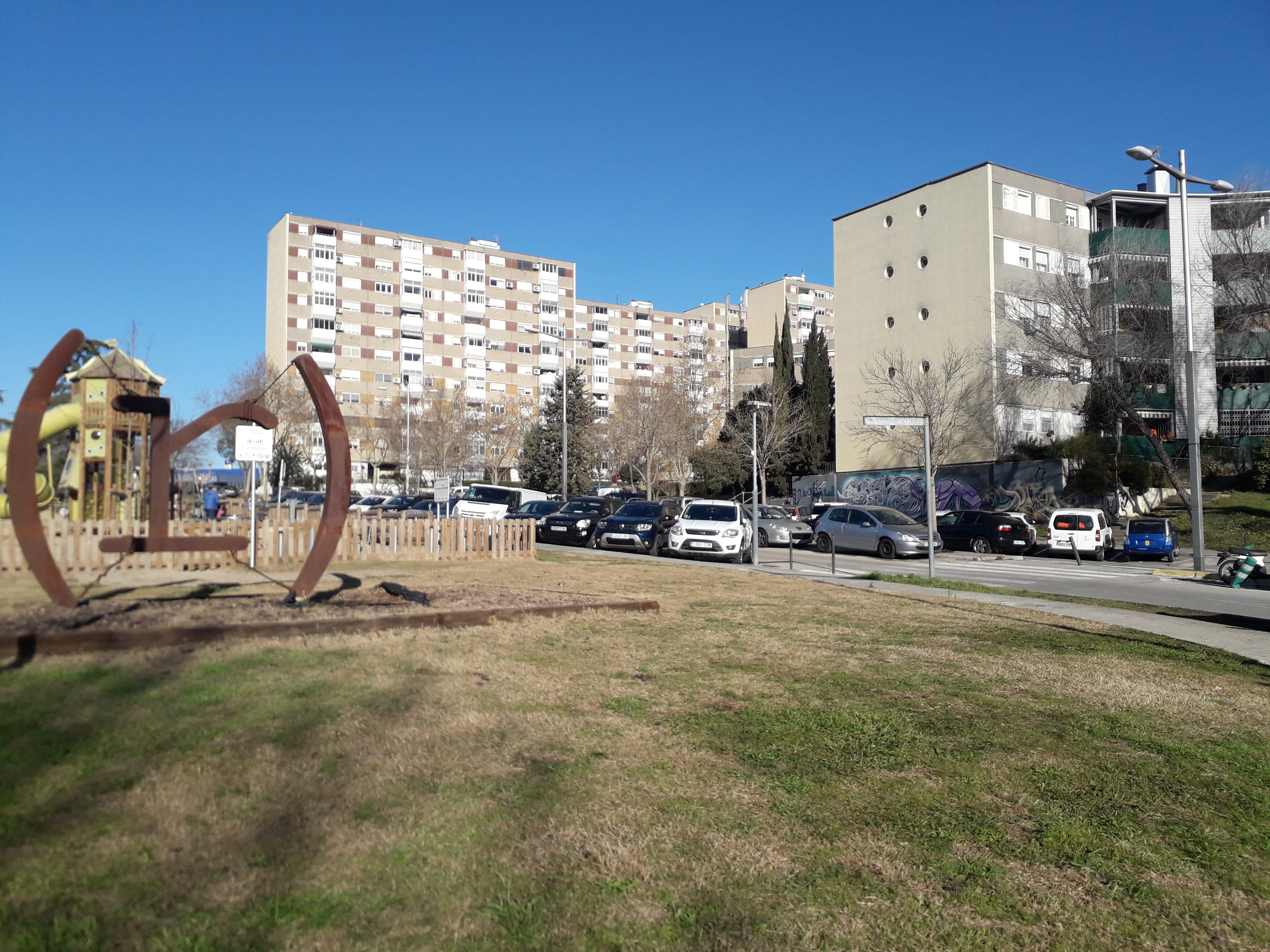
Parque de la Segunda República.

El plano de Badía del Vallés reproduce el mapa de la península ibérica (España y Portugal) y de las Baleares. Las vías públicas tienen nombres geográficos (av. Cantábrico, av. del Mediterráneo, etc.) y se hallan ubicadas aproximadamente en el lugar correspondiente del citado mapa.

## Símbolos
Badía del Vallés es un municipio joven (constituido en 1994 con terrenos segregados de Barberá del Vallés y Sardañola del Vallés), formado hacia los años 70 mayoritariamente con gente emigrada del sur de la península ibérica. Así, la golondrina fue escogida como símbolo de la emigración, mientras que los colores de cada partición representan los dos municipios originarios (oro por Barberá y sinople por Sardañola).

### Escudo
El escudo del municipio se define por el siguiente blasón: «Escudo embaldosado partido: primero de oro; segundo de sinople; resaltando sobre la partición una golondrina de sable volando. Por timbre una corona mural de villa». Fue aprobado el 12 de enero de 1996 y publicado en el DOGC el 31 del mismo mes.

### Bandera
Badía del Vallés, utiliza una bandera heráldica, pues sigue el mismo patrón que su escudo, y se define como «Bandera apaisada de proporciones dos de alto por tres de largo, bicolor vertical amarilla y verde, con la golondrina negra con el pecho blanco del escudo, de altura 5/7 de la del paño, centrada al medio de la partición». Fue aprobada el 19 de mayo de 1998 y publicada en el DOGC el 6 de noviembre del mismo año.

## Política y administración

### Histórico de alcaldes
| Periodo   | Nombre                                                                                 | Partido |
| --------- | -------------------------------------------------------------------------------------- | ------- |
| 1991-1995 | (El municipio se constituye en 1994)                                                   |         |
| 1995-1999 | Antonio Cruz                                                                           | PSC     |
| 1999-2003 | José Luis Jimeno Sáez                                                                  | PSC     |
| 2003-2007 | José Luis Jimeno Sáez                                                                  | PSC     |
| 2007-2011 | José Luis Jimeno Sáez (hasta 2009) Eva Menor (desde 2009)                              | PSC     |
| 2011-2015 | Eva Menor Cantador                                                                     | PSC     |
| 2015-2019 | Eva Menor Cantador                                                                     | PSC     |
| 2019-2023 | Eva Menor Cantador                                                                     | PSC     |
| 2023-act. | Eva Menor Cantador (hasta junio de 2024) Josep Martínez Valencia (desde junio de 2024) | PSC     |